# Línea 312 (Interurbanos Madrid)
La línea 312 de la red de autobuses interurbanos de Madrid une el área intermodal de Pavones con Arganda del Rey. 

## Características
Esta línea une Madrid con el municipio de Arganda del Rey en aproximadamente 40 min. Además presta servicio a Rivas-Vaciamadrid. La línea se complementa los fines de semana con la línea 312A, con la que comparte cabecera en ambos extremos, debido a que la 312 sale a y media, y la 312A a la hora en punto en ambos sentidos. 
La línea no mantiene los mismos horarios todo el año, desde el 1 al 31 de agosto se reducen el número de expediciones los días laborables entre semana (sábados laborables, domingos y festivos tienen los mismos horarios todo el año), además de los días excepcionales vísperas de festivo y festivos de Navidad en los que los horarios también cambian y se reducen.  
Está operada por la empresa ALSA mediante la concesión administrativa VCM-302 - Madrid – Arganda del Rey – Villar del Olmo – Ambite – Driebes (Viajeros Comunidad de Madrid) del Consorcio Regional de Transportes de Madrid.

### Sublíneas
Aquí se recogen todas las distintas sublíneas que ha tenido la línea 312, incluyendo aquellas dadas de baja. La denominación de sublíneas que utiliza el CRTM es la siguiente:
- Número de línea (312)
- Sentido de circulación (1 ida, 2 vuelta)
- Número de sublínea

Por ejemplo, la sublínea 312101 corresponde a la línea 312, sentido 1 (ida) y el número 1 de numeración de sublíneas creadas hasta la fecha.
| Ida    | Ruta | Itinerario                 | Vuelta | Ruta | Itinerario                 |
| ------ | ---- | -------------------------- | ------ | ---- | -------------------------- |
| 312101 | -    | Madrid - Arganda           | 312201 | -    | Arganda - Madrid           |
| 312102 | d    | Madrid - Arganda (directo) | 312202 | d    | Arganda - Madrid (directo) |

## Horarios

### 1 septiembre - 31 julio
| Lunes a viernes laborables                                            |                                                                       |                                                                       |                                                                       |                                                                       |                                                                       |                                                                       |                                                                       |                                                                       |                                                                       |                                                                       |                                                                       |                                                                       |                                                                       |                                                                       |                                                                       |                                                                       |                                                                            |                                                                            |                                                                            |                                                                            |                                                                            |                                                                            |                                                                            |                                                                            |                                                                            |                                                                            |                                                                            |                                                                            |                                                                            |                                                                            |                                                                            |                                                                            |                                                                            |                                                                            |
| Madrid (Pavones) > Arganda del Rey                                    | Madrid (Pavones) > Arganda del Rey                                    | Madrid (Pavones) > Arganda del Rey                                    | Madrid (Pavones) > Arganda del Rey                                    | Madrid (Pavones) > Arganda del Rey                                    | Madrid (Pavones) > Arganda del Rey                                    | Madrid (Pavones) > Arganda del Rey                                    | Madrid (Pavones) > Arganda del Rey                                    | Madrid (Pavones) > Arganda del Rey                                    | Madrid (Pavones) > Arganda del Rey                                    | Madrid (Pavones) > Arganda del Rey                                    | Madrid (Pavones) > Arganda del Rey                                    | Madrid (Pavones) > Arganda del Rey                                    | Madrid (Pavones) > Arganda del Rey                                    | Madrid (Pavones) > Arganda del Rey                                    | Madrid (Pavones) > Arganda del Rey                                    | Madrid (Pavones) > Arganda del Rey                                    | Arganda del Rey > Madrid (Pavones)                                         | Arganda del Rey > Madrid (Pavones)                                         | Arganda del Rey > Madrid (Pavones)                                         | Arganda del Rey > Madrid (Pavones)                                         | Arganda del Rey > Madrid (Pavones)                                         | Arganda del Rey > Madrid (Pavones)                                         | Arganda del Rey > Madrid (Pavones)                                         | Arganda del Rey > Madrid (Pavones)                                         | Arganda del Rey > Madrid (Pavones)                                         | Arganda del Rey > Madrid (Pavones)                                         | Arganda del Rey > Madrid (Pavones)                                         | Arganda del Rey > Madrid (Pavones)                                         | Arganda del Rey > Madrid (Pavones)                                         | Arganda del Rey > Madrid (Pavones)                                         | Arganda del Rey > Madrid (Pavones)                                         | Arganda del Rey > Madrid (Pavones)                                         | Arganda del Rey > Madrid (Pavones)                                         | Arganda del Rey > Madrid (Pavones)                                         |
| 06                                                                    | 07                                                                    | 08                                                                    | 09                                                                    | 10                                                                    | 11                                                                    | 12                                                                    | 13                                                                    | 14                                                                    | 15                                                                    | 16                                                                    | 17                                                                    | 18                                                                    | 19                                                                    | 20                                                                    | 21                                                                    | 22                                                                    | 05                                                                         | 06                                                                         | 07                                                                         | 08                                                                         | 09                                                                         | 10                                                                         | 11                                                                         | 12                                                                         | 13                                                                         | 14                                                                         | 15                                                                         | 16                                                                         | 17                                                                         | 18                                                                         | 19                                                                         | 20                                                                         | 21                                                                         | 22                                                                         |
| 05 20 40 50                                                           | 10 20 40 50                                                           | 10 20 40 50                                                           | 10 20 45                                                              | 15 30 45                                                              | 15 30 45                                                              | 15 30 45                                                              | 15 40 50                                                              | 10 20 40 50                                                           | 10 20 40 50                                                           | 10 20 30 50                                                           | 10 20 30 40 50                                                        | 10 20 40 50                                                           | 15 45                                                                 | 15 45                                                                 | 15 30 45                                                              | 15 45                                                                 | 20 30 40 50                                                                | 10 20 40 50                                                                | 10 20 40 50                                                                | 10 20 40 50                                                                | 10 20 45                                                                   | 15 30 45                                                                   | 15 30 45                                                                   | 15 30 45                                                                   | 15 40 50                                                                   | 10 20 40 50                                                                | 10 20 30 40 50                                                             | 10 20 30 40 50                                                             | 10 20 40 50                                                                | 10 20 40 50                                                                | 15 45                                                                      | 15 30 45                                                                   | 15 30 45                                                                   | 45                                                                         |
| Sábados laborables                                                    |                                                                       |                                                                       |                                                                       |                                                                       |                                                                       |                                                                       |                                                                       |                                                                       |                                                                       |                                                                       |                                                                       |                                                                       |                                                                       |                                                                       |                                                                       |                                                                       |                                                                            |                                                                            |                                                                            |                                                                            |                                                                            |                                                                            |                                                                            |                                                                            |                                                                            |                                                                            |                                                                            |                                                                            |                                                                            |                                                                            |                                                                            |                                                                            |                                                                            |                                                                            |
| Madrid (Pavones) > Arganda del Rey                                    | Madrid (Pavones) > Arganda del Rey                                    | Madrid (Pavones) > Arganda del Rey                                    | Madrid (Pavones) > Arganda del Rey                                    | Madrid (Pavones) > Arganda del Rey                                    | Madrid (Pavones) > Arganda del Rey                                    | Madrid (Pavones) > Arganda del Rey                                    | Madrid (Pavones) > Arganda del Rey                                    | Madrid (Pavones) > Arganda del Rey                                    | Madrid (Pavones) > Arganda del Rey                                    | Madrid (Pavones) > Arganda del Rey                                    | Madrid (Pavones) > Arganda del Rey                                    | Madrid (Pavones) > Arganda del Rey                                    | Madrid (Pavones) > Arganda del Rey                                    | Madrid (Pavones) > Arganda del Rey                                    | Madrid (Pavones) > Arganda del Rey                                    | Madrid (Pavones) > Arganda del Rey                                    | Arganda del Rey > Madrid (Pavones)                                         | Arganda del Rey > Madrid (Pavones)                                         | Arganda del Rey > Madrid (Pavones)                                         | Arganda del Rey > Madrid (Pavones)                                         | Arganda del Rey > Madrid (Pavones)                                         | Arganda del Rey > Madrid (Pavones)                                         | Arganda del Rey > Madrid (Pavones)                                         | Arganda del Rey > Madrid (Pavones)                                         | Arganda del Rey > Madrid (Pavones)                                         | Arganda del Rey > Madrid (Pavones)                                         | Arganda del Rey > Madrid (Pavones)                                         | Arganda del Rey > Madrid (Pavones)                                         | Arganda del Rey > Madrid (Pavones)                                         | Arganda del Rey > Madrid (Pavones)                                         | Arganda del Rey > Madrid (Pavones)                                         | Arganda del Rey > Madrid (Pavones)                                         | Arganda del Rey > Madrid (Pavones)                                         | Arganda del Rey > Madrid (Pavones)                                         |
| 06                                                                    | 07                                                                    | 08                                                                    | 09                                                                    | 10                                                                    | 11                                                                    | 12                                                                    | 13                                                                    | 14                                                                    | 15                                                                    | 16                                                                    | 17                                                                    | 18                                                                    | 19                                                                    | 20                                                                    | 21                                                                    | 22                                                                    | 05                                                                         | 06                                                                         | 07                                                                         | 08                                                                         | 09                                                                         | 10                                                                         | 11                                                                         | 12                                                                         | 13                                                                         | 14                                                                         | 15                                                                         | 16                                                                         | 17                                                                         | 18                                                                         | 19                                                                         | 20                                                                         | 21                                                                         | 22                                                                         |
| 15                                                                    | 30                                                                    | 30                                                                    | 00                                                                    | 00 30                                                                 | 30                                                                    | 30                                                                    | 30                                                                    | 30                                                                    | 30                                                                    | 15                                                                    | 30                                                                    | 30                                                                    | 30                                                                    | 30                                                                    | 30                                                                    | 30                                                                    | 30                                                                         | 30                                                                         | 05 30                                                                      | 45                                                                         | 30                                                                         | 30                                                                         | 30                                                                         | 30                                                                         |                                                                            | 30                                                                         | 30                                                                         | 30                                                                         | 30                                                                         | 30                                                                         | 30                                                                         | 30                                                                         | 30                                                                         | 30                                                                         |
| Domingos y festivos                                                   |                                                                       |                                                                       |                                                                       |                                                                       |                                                                       |                                                                       |                                                                       |                                                                       |                                                                       |                                                                       |                                                                       |                                                                       |                                                                       |                                                                       |                                                                       |                                                                       |                                                                            |                                                                            |                                                                            |                                                                            |                                                                            |                                                                            |                                                                            |                                                                            |                                                                            |                                                                            |                                                                            |                                                                            |                                                                            |                                                                            |                                                                            |                                                                            |                                                                            |                                                                            |
| Madrid (Pavones) > Arganda del Rey                                    | Madrid (Pavones) > Arganda del Rey                                    | Madrid (Pavones) > Arganda del Rey                                    | Madrid (Pavones) > Arganda del Rey                                    | Madrid (Pavones) > Arganda del Rey                                    | Madrid (Pavones) > Arganda del Rey                                    | Madrid (Pavones) > Arganda del Rey                                    | Madrid (Pavones) > Arganda del Rey                                    | Madrid (Pavones) > Arganda del Rey                                    | Madrid (Pavones) > Arganda del Rey                                    | Madrid (Pavones) > Arganda del Rey                                    | Madrid (Pavones) > Arganda del Rey                                    | Madrid (Pavones) > Arganda del Rey                                    | Madrid (Pavones) > Arganda del Rey                                    | Madrid (Pavones) > Arganda del Rey                                    | Madrid (Pavones) > Arganda del Rey                                    | Madrid (Pavones) > Arganda del Rey                                    | Arganda del Rey > Madrid (Pavones)                                         | Arganda del Rey > Madrid (Pavones)                                         | Arganda del Rey > Madrid (Pavones)                                         | Arganda del Rey > Madrid (Pavones)                                         | Arganda del Rey > Madrid (Pavones)                                         | Arganda del Rey > Madrid (Pavones)                                         | Arganda del Rey > Madrid (Pavones)                                         | Arganda del Rey > Madrid (Pavones)                                         | Arganda del Rey > Madrid (Pavones)                                         | Arganda del Rey > Madrid (Pavones)                                         | Arganda del Rey > Madrid (Pavones)                                         | Arganda del Rey > Madrid (Pavones)                                         | Arganda del Rey > Madrid (Pavones)                                         | Arganda del Rey > Madrid (Pavones)                                         | Arganda del Rey > Madrid (Pavones)                                         | Arganda del Rey > Madrid (Pavones)                                         | Arganda del Rey > Madrid (Pavones)                                         | Arganda del Rey > Madrid (Pavones)                                         |
| 06                                                                    | 07                                                                    | 08                                                                    | 09                                                                    | 10                                                                    | 11                                                                    | 12                                                                    | 13                                                                    | 14                                                                    | 15                                                                    | 16                                                                    | 17                                                                    | 18                                                                    | 19                                                                    | 20                                                                    | 21                                                                    | 22                                                                    | 05                                                                         | 06                                                                         | 07                                                                         | 08                                                                         | 09                                                                         | 10                                                                         | 11                                                                         | 12                                                                         | 13                                                                         | 14                                                                         | 15                                                                         | 16                                                                         | 17                                                                         | 18                                                                         | 19                                                                         | 20                                                                         | 21                                                                         | 22                                                                         |
| 15                                                                    | 00d                                                                   |                                                                       | 15                                                                    | 30                                                                    | 30                                                                    | 15                                                                    | 30                                                                    | 10d 30                                                                | 15 30d                                                                | 15 30                                                                 | 30                                                                    | 30                                                                    | 30                                                                    | 30                                                                    | 30                                                                    | 30                                                                    | 30                                                                         | 15d                                                                        | 30                                                                         | 30                                                                         | 45                                                                         | 30                                                                         | 30                                                                         | 45                                                                         | 30d 45                                                                     | 30 50d                                                                     | 30 45                                                                      | 30                                                                         | 30                                                                         | 30                                                                         | 30                                                                         | 30                                                                         | 30                                                                         | 30                                                                         |
| d - Servicio directo Madrid - Arganda (av. Ejército - ctra. Loeches). | d - Servicio directo Madrid - Arganda (av. Ejército - ctra. Loeches). | d - Servicio directo Madrid - Arganda (av. Ejército - ctra. Loeches). | d - Servicio directo Madrid - Arganda (av. Ejército - ctra. Loeches). | d - Servicio directo Madrid - Arganda (av. Ejército - ctra. Loeches). | d - Servicio directo Madrid - Arganda (av. Ejército - ctra. Loeches). | d - Servicio directo Madrid - Arganda (av. Ejército - ctra. Loeches). | d - Servicio directo Madrid - Arganda (av. Ejército - ctra. Loeches). | d - Servicio directo Madrid - Arganda (av. Ejército - ctra. Loeches). | d - Servicio directo Madrid - Arganda (av. Ejército - ctra. Loeches). | d - Servicio directo Madrid - Arganda (av. Ejército - ctra. Loeches). | d - Servicio directo Madrid - Arganda (av. Ejército - ctra. Loeches). | d - Servicio directo Madrid - Arganda (av. Ejército - ctra. Loeches). | d - Servicio directo Madrid - Arganda (av. Ejército - ctra. Loeches). | d - Servicio directo Madrid - Arganda (av. Ejército - ctra. Loeches). | d - Servicio directo Madrid - Arganda (av. Ejército - ctra. Loeches). | d - Servicio directo Madrid - Arganda (av. Ejército - ctra. Loeches). | d - Servicio directo Arganda (plaza Constitución - ctra. Loeches) - Madrid | d - Servicio directo Arganda (plaza Constitución - ctra. Loeches) - Madrid | d - Servicio directo Arganda (plaza Constitución - ctra. Loeches) - Madrid | d - Servicio directo Arganda (plaza Constitución - ctra. Loeches) - Madrid | d - Servicio directo Arganda (plaza Constitución - ctra. Loeches) - Madrid | d - Servicio directo Arganda (plaza Constitución - ctra. Loeches) - Madrid | d - Servicio directo Arganda (plaza Constitución - ctra. Loeches) - Madrid | d - Servicio directo Arganda (plaza Constitución - ctra. Loeches) - Madrid | d - Servicio directo Arganda (plaza Constitución - ctra. Loeches) - Madrid | d - Servicio directo Arganda (plaza Constitución - ctra. Loeches) - Madrid | d - Servicio directo Arganda (plaza Constitución - ctra. Loeches) - Madrid | d - Servicio directo Arganda (plaza Constitución - ctra. Loeches) - Madrid | d - Servicio directo Arganda (plaza Constitución - ctra. Loeches) - Madrid | d - Servicio directo Arganda (plaza Constitución - ctra. Loeches) - Madrid | d - Servicio directo Arganda (plaza Constitución - ctra. Loeches) - Madrid | d - Servicio directo Arganda (plaza Constitución - ctra. Loeches) - Madrid | d - Servicio directo Arganda (plaza Constitución - ctra. Loeches) - Madrid | d - Servicio directo Arganda (plaza Constitución - ctra. Loeches) - Madrid |

### 1 - 31 agosto
| Lunes a viernes laborables                                            |                                                                       |                                                                       |                                                                       |                                                                       |                                                                       |                                                                       |                                                                       |                                                                       |                                                                       |                                                                       |                                                                       |                                                                       |                                                                       |                                                                       |                                                                       |                                                                       |                                                                            |                                                                            |                                                                            |                                                                            |                                                                            |                                                                            |                                                                            |                                                                            |                                                                            |                                                                            |                                                                            |                                                                            |                                                                            |                                                                            |                                                                            |                                                                            |                                                                            |                                                                            |
| Madrid (Pavones) > Arganda del Rey                                    | Madrid (Pavones) > Arganda del Rey                                    | Madrid (Pavones) > Arganda del Rey                                    | Madrid (Pavones) > Arganda del Rey                                    | Madrid (Pavones) > Arganda del Rey                                    | Madrid (Pavones) > Arganda del Rey                                    | Madrid (Pavones) > Arganda del Rey                                    | Madrid (Pavones) > Arganda del Rey                                    | Madrid (Pavones) > Arganda del Rey                                    | Madrid (Pavones) > Arganda del Rey                                    | Madrid (Pavones) > Arganda del Rey                                    | Madrid (Pavones) > Arganda del Rey                                    | Madrid (Pavones) > Arganda del Rey                                    | Madrid (Pavones) > Arganda del Rey                                    | Madrid (Pavones) > Arganda del Rey                                    | Madrid (Pavones) > Arganda del Rey                                    | Madrid (Pavones) > Arganda del Rey                                    | Arganda del Rey > Madrid (Pavones)                                         | Arganda del Rey > Madrid (Pavones)                                         | Arganda del Rey > Madrid (Pavones)                                         | Arganda del Rey > Madrid (Pavones)                                         | Arganda del Rey > Madrid (Pavones)                                         | Arganda del Rey > Madrid (Pavones)                                         | Arganda del Rey > Madrid (Pavones)                                         | Arganda del Rey > Madrid (Pavones)                                         | Arganda del Rey > Madrid (Pavones)                                         | Arganda del Rey > Madrid (Pavones)                                         | Arganda del Rey > Madrid (Pavones)                                         | Arganda del Rey > Madrid (Pavones)                                         | Arganda del Rey > Madrid (Pavones)                                         | Arganda del Rey > Madrid (Pavones)                                         | Arganda del Rey > Madrid (Pavones)                                         | Arganda del Rey > Madrid (Pavones)                                         | Arganda del Rey > Madrid (Pavones)                                         | Arganda del Rey > Madrid (Pavones)                                         |
| 06                                                                    | 07                                                                    | 08                                                                    | 09                                                                    | 10                                                                    | 11                                                                    | 12                                                                    | 13                                                                    | 14                                                                    | 15                                                                    | 16                                                                    | 17                                                                    | 18                                                                    | 19                                                                    | 20                                                                    | 21                                                                    | 22                                                                    | 05                                                                         | 06                                                                         | 07                                                                         | 08                                                                         | 09                                                                         | 10                                                                         | 11                                                                         | 12                                                                         | 13                                                                         | 14                                                                         | 15                                                                         | 16                                                                         | 17                                                                         | 18                                                                         | 19                                                                         | 20                                                                         | 21                                                                         | 22                                                                         |
| 15 45                                                                 | 15 45                                                                 | 10 20 45                                                              | 20 40 50                                                              | 15 40                                                                 | 20 40                                                                 | 20 40                                                                 | 20 40                                                                 | 15 45                                                                 | 20 45                                                                 | 20 40                                                                 | 20 40                                                                 | 15 45                                                                 | 15 45                                                                 | 15 45                                                                 | 15 30 45                                                              | 40                                                                    | 15 30                                                                      | 15 40 50                                                                   | 10 15 45                                                                   | 15 45                                                                      | 20 40                                                                      | 20 40                                                                      | 20 40                                                                      | 20 40                                                                      | 15 30 45                                                                   | 15 45                                                                      | 20 40                                                                      | 20 40                                                                      | 15 45                                                                      | 15 45                                                                      | 15 30 45                                                                   | 20 30 45                                                                   | 40                                                                         | 45                                                                         |
| Sábados laborables                                                    |                                                                       |                                                                       |                                                                       |                                                                       |                                                                       |                                                                       |                                                                       |                                                                       |                                                                       |                                                                       |                                                                       |                                                                       |                                                                       |                                                                       |                                                                       |                                                                       |                                                                            |                                                                            |                                                                            |                                                                            |                                                                            |                                                                            |                                                                            |                                                                            |                                                                            |                                                                            |                                                                            |                                                                            |                                                                            |                                                                            |                                                                            |                                                                            |                                                                            |                                                                            |
| Madrid (Pavones) > Arganda del Rey                                    | Madrid (Pavones) > Arganda del Rey                                    | Madrid (Pavones) > Arganda del Rey                                    | Madrid (Pavones) > Arganda del Rey                                    | Madrid (Pavones) > Arganda del Rey                                    | Madrid (Pavones) > Arganda del Rey                                    | Madrid (Pavones) > Arganda del Rey                                    | Madrid (Pavones) > Arganda del Rey                                    | Madrid (Pavones) > Arganda del Rey                                    | Madrid (Pavones) > Arganda del Rey                                    | Madrid (Pavones) > Arganda del Rey                                    | Madrid (Pavones) > Arganda del Rey                                    | Madrid (Pavones) > Arganda del Rey                                    | Madrid (Pavones) > Arganda del Rey                                    | Madrid (Pavones) > Arganda del Rey                                    | Madrid (Pavones) > Arganda del Rey                                    | Madrid (Pavones) > Arganda del Rey                                    | Arganda del Rey > Madrid (Pavones)                                         | Arganda del Rey > Madrid (Pavones)                                         | Arganda del Rey > Madrid (Pavones)                                         | Arganda del Rey > Madrid (Pavones)                                         | Arganda del Rey > Madrid (Pavones)                                         | Arganda del Rey > Madrid (Pavones)                                         | Arganda del Rey > Madrid (Pavones)                                         | Arganda del Rey > Madrid (Pavones)                                         | Arganda del Rey > Madrid (Pavones)                                         | Arganda del Rey > Madrid (Pavones)                                         | Arganda del Rey > Madrid (Pavones)                                         | Arganda del Rey > Madrid (Pavones)                                         | Arganda del Rey > Madrid (Pavones)                                         | Arganda del Rey > Madrid (Pavones)                                         | Arganda del Rey > Madrid (Pavones)                                         | Arganda del Rey > Madrid (Pavones)                                         | Arganda del Rey > Madrid (Pavones)                                         | Arganda del Rey > Madrid (Pavones)                                         |
| 06                                                                    | 07                                                                    | 08                                                                    | 09                                                                    | 10                                                                    | 11                                                                    | 12                                                                    | 13                                                                    | 14                                                                    | 15                                                                    | 16                                                                    | 17                                                                    | 18                                                                    | 19                                                                    | 20                                                                    | 21                                                                    | 22                                                                    | 05                                                                         | 06                                                                         | 07                                                                         | 08                                                                         | 09                                                                         | 10                                                                         | 11                                                                         | 12                                                                         | 13                                                                         | 14                                                                         | 15                                                                         | 16                                                                         | 17                                                                         | 18                                                                         | 19                                                                         | 20                                                                         | 21                                                                         | 22                                                                         |
| 15                                                                    | 30                                                                    | 30                                                                    | 00                                                                    | 00 30                                                                 | 30                                                                    | 30                                                                    | 30                                                                    | 30                                                                    | 30                                                                    | 15                                                                    | 30                                                                    | 30                                                                    | 30                                                                    | 30                                                                    | 30                                                                    | 30                                                                    | 30                                                                         | 30                                                                         | 05 30                                                                      | 45                                                                         | 30                                                                         | 30                                                                         | 30                                                                         | 30                                                                         |                                                                            | 30                                                                         | 30                                                                         | 30                                                                         | 30                                                                         | 30                                                                         | 30                                                                         | 30                                                                         | 30                                                                         | 30                                                                         |
| Domingos y festivos                                                   |                                                                       |                                                                       |                                                                       |                                                                       |                                                                       |                                                                       |                                                                       |                                                                       |                                                                       |                                                                       |                                                                       |                                                                       |                                                                       |                                                                       |                                                                       |                                                                       |                                                                            |                                                                            |                                                                            |                                                                            |                                                                            |                                                                            |                                                                            |                                                                            |                                                                            |                                                                            |                                                                            |                                                                            |                                                                            |                                                                            |                                                                            |                                                                            |                                                                            |                                                                            |
| Madrid (Pavones) > Arganda del Rey                                    | Madrid (Pavones) > Arganda del Rey                                    | Madrid (Pavones) > Arganda del Rey                                    | Madrid (Pavones) > Arganda del Rey                                    | Madrid (Pavones) > Arganda del Rey                                    | Madrid (Pavones) > Arganda del Rey                                    | Madrid (Pavones) > Arganda del Rey                                    | Madrid (Pavones) > Arganda del Rey                                    | Madrid (Pavones) > Arganda del Rey                                    | Madrid (Pavones) > Arganda del Rey                                    | Madrid (Pavones) > Arganda del Rey                                    | Madrid (Pavones) > Arganda del Rey                                    | Madrid (Pavones) > Arganda del Rey                                    | Madrid (Pavones) > Arganda del Rey                                    | Madrid (Pavones) > Arganda del Rey                                    | Madrid (Pavones) > Arganda del Rey                                    | Madrid (Pavones) > Arganda del Rey                                    | Arganda del Rey > Madrid (Pavones)                                         | Arganda del Rey > Madrid (Pavones)                                         | Arganda del Rey > Madrid (Pavones)                                         | Arganda del Rey > Madrid (Pavones)                                         | Arganda del Rey > Madrid (Pavones)                                         | Arganda del Rey > Madrid (Pavones)                                         | Arganda del Rey > Madrid (Pavones)                                         | Arganda del Rey > Madrid (Pavones)                                         | Arganda del Rey > Madrid (Pavones)                                         | Arganda del Rey > Madrid (Pavones)                                         | Arganda del Rey > Madrid (Pavones)                                         | Arganda del Rey > Madrid (Pavones)                                         | Arganda del Rey > Madrid (Pavones)                                         | Arganda del Rey > Madrid (Pavones)                                         | Arganda del Rey > Madrid (Pavones)                                         | Arganda del Rey > Madrid (Pavones)                                         | Arganda del Rey > Madrid (Pavones)                                         | Arganda del Rey > Madrid (Pavones)                                         |
| 06                                                                    | 07                                                                    | 08                                                                    | 09                                                                    | 10                                                                    | 11                                                                    | 12                                                                    | 13                                                                    | 14                                                                    | 15                                                                    | 16                                                                    | 17                                                                    | 18                                                                    | 19                                                                    | 20                                                                    | 21                                                                    | 22                                                                    | 05                                                                         | 06                                                                         | 07                                                                         | 08                                                                         | 09                                                                         | 10                                                                         | 11                                                                         | 12                                                                         | 13                                                                         | 14                                                                         | 15                                                                         | 16                                                                         | 17                                                                         | 18                                                                         | 19                                                                         | 20                                                                         | 21                                                                         | 22                                                                         |
| 15                                                                    | 00d                                                                   |                                                                       | 15                                                                    | 30                                                                    | 30                                                                    | 15                                                                    | 30                                                                    | 10d 30                                                                | 15 30d                                                                | 15 30                                                                 | 30                                                                    | 30                                                                    | 30                                                                    | 30                                                                    | 30                                                                    | 30                                                                    | 30                                                                         | 15d                                                                        | 30                                                                         | 30                                                                         | 45                                                                         | 30                                                                         | 30                                                                         | 45                                                                         | 30d 45                                                                     | 30 50d                                                                     | 30 45                                                                      | 30                                                                         | 30                                                                         | 30                                                                         | 30                                                                         | 30                                                                         | 30                                                                         | 30                                                                         |
| d - Servicio directo Madrid - Arganda (av. Ejército - ctra. Loeches). | d - Servicio directo Madrid - Arganda (av. Ejército - ctra. Loeches). | d - Servicio directo Madrid - Arganda (av. Ejército - ctra. Loeches). | d - Servicio directo Madrid - Arganda (av. Ejército - ctra. Loeches). | d - Servicio directo Madrid - Arganda (av. Ejército - ctra. Loeches). | d - Servicio directo Madrid - Arganda (av. Ejército - ctra. Loeches). | d - Servicio directo Madrid - Arganda (av. Ejército - ctra. Loeches). | d - Servicio directo Madrid - Arganda (av. Ejército - ctra. Loeches). | d - Servicio directo Madrid - Arganda (av. Ejército - ctra. Loeches). | d - Servicio directo Madrid - Arganda (av. Ejército - ctra. Loeches). | d - Servicio directo Madrid - Arganda (av. Ejército - ctra. Loeches). | d - Servicio directo Madrid - Arganda (av. Ejército - ctra. Loeches). | d - Servicio directo Madrid - Arganda (av. Ejército - ctra. Loeches). | d - Servicio directo Madrid - Arganda (av. Ejército - ctra. Loeches). | d - Servicio directo Madrid - Arganda (av. Ejército - ctra. Loeches). | d - Servicio directo Madrid - Arganda (av. Ejército - ctra. Loeches). | d - Servicio directo Madrid - Arganda (av. Ejército - ctra. Loeches). | d - Servicio directo Arganda (plaza Constitución - ctra. Loeches) - Madrid | d - Servicio directo Arganda (plaza Constitución - ctra. Loeches) - Madrid | d - Servicio directo Arganda (plaza Constitución - ctra. Loeches) - Madrid | d - Servicio directo Arganda (plaza Constitución - ctra. Loeches) - Madrid | d - Servicio directo Arganda (plaza Constitución - ctra. Loeches) - Madrid | d - Servicio directo Arganda (plaza Constitución - ctra. Loeches) - Madrid | d - Servicio directo Arganda (plaza Constitución - ctra. Loeches) - Madrid | d - Servicio directo Arganda (plaza Constitución - ctra. Loeches) - Madrid | d - Servicio directo Arganda (plaza Constitución - ctra. Loeches) - Madrid | d - Servicio directo Arganda (plaza Constitución - ctra. Loeches) - Madrid | d - Servicio directo Arganda (plaza Constitución - ctra. Loeches) - Madrid | d - Servicio directo Arganda (plaza Constitución - ctra. Loeches) - Madrid | d - Servicio directo Arganda (plaza Constitución - ctra. Loeches) - Madrid | d - Servicio directo Arganda (plaza Constitución - ctra. Loeches) - Madrid | d - Servicio directo Arganda (plaza Constitución - ctra. Loeches) - Madrid | d - Servicio directo Arganda (plaza Constitución - ctra. Loeches) - Madrid | d - Servicio directo Arganda (plaza Constitución - ctra. Loeches) - Madrid | d - Servicio directo Arganda (plaza Constitución - ctra. Loeches) - Madrid |

## Recorrido y paradas
NOTA: Debido a las obras del nuevo intercambiador de Conde de Casal, las paradas sombreadas en naranja sustituyen a aquellas sombreadas en rojo, desde el 17 de febrero de 2025 hasta fin de obras.

### Sentido Arganda
La línea inicia su recorrido en el intercambiador de Conde de Casal, donde establece correspondencia con las líneas del Corredor 3, así como algunas líneas urbanas y Metro de Madrid.
Tras abandonar el intercambiador, la línea sale a la Autovía del Este, por la que se dirige hacia Valencia hasta llegar a la salida 4, donde se desvía para entrar en la vía de servicio, que recorre entera parando en dos paradas, una en el barrio de Vallecas y otra en la Universidad Politécnica. Después prosigue su camino por la autovía a través de las vías de servicio parando en el barrio de Santa Eugenia y en Valdemingómez.
Pasado Valdemingómez, efectúa parada en la vía de servicio, a la altura de la salida 20, para dar cobertura a Rivas-Vaciamadrid. Prosigue su camino por dicha autovía efectuando paradas en el barrio de Puente de Arganda y a la altura del Campo de Experimentación, todas ellas realizadas en el municipio de Arganda del Rey.
Más tarde se desvía por la salida 22 y en la rotonda más próxima toma la Avenida de Madrid. Sigue por esta calle hasta la rotonda con el cruce de la Avenida del Ejército, donde toma la citada avenida.
Continúa por la calle Santiago Apóstol para luego tomar la calle Peñón de Gibraltar, recorriéndola entera hasta la Avenida del Instituto. Sigue por la citada avenida hasta llegar a la rotonda con el cruce de la Ctra. de Morata.
| Código | Parada                                 | Común con                                        | Conexiones con Metro y Cercanías | Municipio         | Zona |
| ------ | -------------------------------------- | ------------------------------------------------ | -------------------------------- | ----------------- | ---- |
| 08366  | Av. Mediterráneo - Conde Casal         | 312A 313 326 341                                 | Conde de Casal                   | Madrid            |      |
| 50064  | Fte. Carrantona - Est. Pavones         | 312A                                             | Pavones                          | Madrid            |      |
| 3353   | Mediterráneo-Pablo Neruda              | 63 145 E 312A 331 332 333 334 336 337 339 341    |                                  | Madrid            |      |
| 5150   | Mediterráneo-Politécnico               | 63 145 312A 331 332 333 334 336 337 339 341      |                                  | Madrid            |      |
| 2612   | Mediterráneo-Democracia                | 63 145 E 312A 331 332 333 334 336 337 339 341    |                                  | Madrid            |      |
| 07439  | Mediterráneo-Santa Eugenia             | 312A 331 332 333 334 336 337 339 341 351 352 353 | Santa Eugenia                    | Madrid            |      |
| 07442  | Ctra. A3 - Valdemingómez               | 312A 313 326 336 337 339                         |                                  | Madrid            |      |
| 21072  | Ctra. A3 - Est. Rivas Vaciamadrid      | 312A 313 326 336 337 351 352 353                 | Rivas-Vaciamadrid                | Rivas-Vaciamadrid |      |
| 09180  | Ctra. A3 - Puente de Arganda           | 312A 313 326 330 336 337 351 352 353             |                                  | Arganda del Rey   |      |
| 07446  | Ctra. A3 - Viveros                     | 312A 330                                         |                                  | Arganda del Rey   |      |
| 20949  | Av. Madrid - Del Sol                   | 320 330 2                                        |                                  | Arganda del Rey   |      |
| 07448  | Av. Madrid - C.º Estrechillo           | 320 330 351 352 353 2                            |                                  | Arganda del Rey   |      |
| 10630  | Av. Madrid - Centro Comercial          | 320 330 2                                        |                                  | Arganda del Rey   |      |
| 07451  | Av. Madrid - Av. Finanzauto            | 285 312A 320 330 351 352 353 2                   |                                  | Arganda del Rey   |      |
| 07452  | Av. Madrid - Cº del Valle              | 285 312A 320 330 351 352 353 2                   |                                  | Arganda del Rey   |      |
| 07453  | Av. Madrid - La Perla                  | 285 312A 320 330 351 352 353 2                   |                                  | Arganda del Rey   |      |
| 10633  | Av. Ejército - Pol. Ind. San Sebastián | 312A 320 321 322 330 350A 350B 350C 1            |                                  | Arganda del Rey   |      |
| 07454  | Av. Ejército - Vereda del Melero       | 312A 313 320 321 322 330 350A 350B 350C 1        | Arganda del Rey                  | Arganda del Rey   |      |
| 07455  | Av. Ejército - Pza. Bienvenida         | 312A 313 320 321 322 330 350A 350B 350C 1        |                                  | Arganda del Rey   |      |
| 11298  | Santiago Apóstol - San José            | 312A 321 1                                       |                                  | Arganda del Rey   |      |
| 11702  | Peñón de Gibraltar - Antonio Machado   | 312A 321                                         |                                  | Arganda del Rey   |      |
| 13016  | Peñón de Gibraltar - Perlita           | 312A 321                                         |                                  | Arganda del Rey   |      |
| 12677  | Av. Instituto - Colonia Los Almendros  | 312A 1                                           |                                  | Arganda del Rey   |      |
| 15866  | Av. Instituto - Av. Valdemaría         | 312A 1                                           |                                  | Arganda del Rey   |      |
| 11641  | Valdemaría - Galeón                    | 312A 1 2                                         |                                  | Arganda del Rey   |      |
| 11731  | Valdemaría - Canoa                     | 312A 1 2                                         |                                  | Arganda del Rey   |      |

### Sentido Madrid
Desde Arganda, la línea parte desde la Avenida del Instituto llegándola a recorrer hasta la rotonda con el cruce de la calle Valdemaría, donde continúa de frente hasta la rotonda de los Pescadores, bajando hasta el centro por el Camino del Molino. Al terminar esta calle gira hacia el Ayuntamiento por la Calle Real.
En la Plaza de la Constitución se desvía hacia la Calle Juan de la Cierva. Al terminar esta, sigue por la Carretera de Loeches hasta la Plaza del Progreso, en la cual se desvía hacia la Avenida de Madrid hasta el final de ella.
Tras ello sale por la vía de servicio de la salida 21 y efectúa parada en el barrio de Puente de Arganda. Después se desvía por la siguiente salida, parando cerca de la estación de metro de Rivas-Vaciamadrid. 
Continúa su camino por la vía de servicio hasta salir a la calzada central, a la altura del Ensanche de Vallecas. Establece parada en el barrio de Santa Eugenia y a la altura de la Universidad Politécnica, para así alcanzar el intercambiador.
| Código | Parada                                  | Común con                                                         | Conexiones con Metro y Cercanías | Municipio         | Zona |
| ------ | --------------------------------------- | ----------------------------------------------------------------- | -------------------------------- | ----------------- | ---- |
| 12677  | Av. Instituto - Colonia Los Almendros   | 312A 1                                                            |                                  | Arganda del Rey   |      |
| 15866  | Av. Instituto - Av. Valdemaría          | 312A 1                                                            |                                  | Arganda del Rey   |      |
| 11641  | Valdemaría - Galeón                     | 312A 1 2                                                          |                                  | Arganda del Rey   |      |
| 11731  | Valdemaría - Canoa                      | 312A 1 2                                                          |                                  | Arganda del Rey   |      |
| 11312  | Mar de Alborán - Conservatorio          | 312A 1                                                            |                                  | Arganda del Rey   |      |
| 15444  | Real - Guardia Civil                    | 312A 320 322 326 350A 350B 350C 1 2                               |                                  | Arganda del Rey   |      |
| 09788  | Real - Zarza                            | 312A 320 322 326 350A 350B 350C 1 2                               |                                  | Arganda del Rey   |      |
| 10299  | Pza. Constitución - Juan de la Cierva   | 312A 320 322 326 350A 350B 350C 1 2                               |                                  | Arganda del Rey   |      |
| 07461  | Ctra. Loeches - Zoco                    | 312A 313 320 321 322 330 350A 350B 350C 1 2                       |                                  | Arganda del Rey   |      |
| 07462  | Ctra. Loeches - Parque                  | 285 312A 313 320 326 1 2                                          |                                  | Arganda del Rey   |      |
| 19173  | Ctra. Loeches - Plaza del Progreso      | 312A                                                              |                                  | Arganda del Rey   |      |
| 07464  | Av. Madrid - La Perla                   | 285 312A 326 330 351 352 353 2                                    |                                  | Arganda del Rey   |      |
| 07465  | Av. Madrid - Pasaje Ana María del Valle | 285 312A 326 330 351 352 353 2                                    |                                  | Arganda del Rey   |      |
| 07466  | Av. Madrid - Las Palmas                 | 285 312A 326 330 351 352 353 2                                    |                                  | Arganda del Rey   |      |
| 10624  | Av. Madrid - Centro Comercial           | 326 330 2                                                         |                                  | Arganda del Rey   |      |
| 07467  | Cº de Los Canes - Av. Madrid            | 326 330 351 352 353 2                                             |                                  | Arganda del Rey   |      |
| 07470  | Av. Madrid - Ctra. Campo Real           | 326 330 351 352 353 2                                             |                                  | Arganda del Rey   |      |
| 07500  | Av. Madrid - Viveros                    | 312A 326 330                                                      |                                  | Arganda del Rey   |      |
| 07501  | Ctra. A3 - Puente de Arganda            | 312A 313 326 330 336 337                                          |                                  | Arganda del Rey   |      |
| 21073  | Ctra. A3 - Est. Rivas Vaciamadrid       | 312A 313 326 351 352 353                                          | Rivas-Vaciamadrid                | Rivas-Vaciamadrid |      |
| 07526  | Ctra. A3 - Valdemingómez                | 312A 313 326 336 337 339                                          |                                  | Madrid            |      |
| 07529  | Av. Mediterráneo - Santa Eugenia        | 312A 313 326 331 332 333 334 336 337 339 341 351 352 353          | Santa Eugenia                    | Madrid            |      |
| 2613   | Av. Mediterráneo - Av. Democracia       | 63 145 E 312A 313 326 331 332 333 334 336 337 339 341 351 352 353 |                                  | Madrid            |      |
| 4283   | Av. Mediterráneo - Av. Pablo Neruda     | 63 145 E 312A 313 326 331 332 333 334 336 337 339 341 351 352 353 |                                  | Madrid            |      |
| 08366  | Av. Mediterráneo - Conde Casal          | 312A 313 326 341                                                  | Conde de Casal                   | Madrid            |      |
| 50065  | Fuente Carrantona - Arroyo Fontarrón    | 312A 313 326 336 337 341                                          |                                  | Madrid            |      |
| 50061  | Fte. Carrantona - Est. Pavones          |                                                                   | Pavones                          | Madrid            |      |

## Material móvil
| Marca         | Modelo       | Año        | Combustible |
| ------------- | ------------ | ---------- | ----------- |
| Volvo         | B12B         | 2013       | Diésel      |
| Volvo         | B8R          | 2017       | Diésel      |
| Mercedes-Benz | Intouro      | 2018 -2020 | Diésel      |
| Scania        | Interlink LD | 2019       | Híbrido     |

Además de los mencionados, puede llevar otros autobuses de la cochera situada en Arganda, como Mercedes-Benz Integro, New Tourismo o Volvo Castrosua Stellae.